# (4995) Griffin
(4995) Griffin est un astéroïde de la ceinture principale aréocroiseur.

## Description
(4995) Griffin est un astéroïde aréocroiseur. Il présente une orbite caractérisée par un demi-grand axe de 2,34 UA, une excentricité de 0,31 et une inclinaison de 20,6° par rapport à l'écliptique.

## Compléments